# Fegimanra afzelii
Fegimanra afzelii là một loài thực vật có hoa trong họ Đào lộn hột. Loài này được Engl. mô tả khoa học đầu tiên năm 1905.